# Impira
Impira é uma comuna da província de Córdoba, na Argentina.